# Wolfgang Aschenbrenner
Wolfgang Aschenbrenner (* um 1960 in Bayern) ist ein deutscher Rundfunkmoderator und Musikwissenschaftler.

## Leben
Wolfgang Aschenbrenner ist Moderator beim Bayerischen Rundfunk und moderiert die Sendung Showbühne auf Bayern 1, später auf Bayern Plus. Außerdem ist er Musikredakteur bei Bayern Klassik. Er gründete das CD-Label bobbymusic in München, wo er mehrere Musical-CD-Aufnahmen produzierte. Er war 2009 mit Thomas Siedhoff Gründer und Leiter des Off Broadway Theater im Keller 2 des Hofbräukellers am Wiener Platz in München.
Aschenbrenner lebt in München.